# Foyn-Küste
Koordinaten: 67° S, 64° W
Die Foyn-Küste ist ein Küstenabschnitt im Osten der Antarktischen Halbinsel, der zwischen dem Kap Alexander und Kap Northrop im Grahamland liegt. Im Süden schließt sich die Bowman-Küste an, und im Norden die Oskar-II.-Küste.
Der norwegische Walfänger und Antarktisforscher Carl Anton Larsen entdeckte sie 1893 bei seiner Antarktisfahrt und benannte sie nach seinem Landsmann Svend Foyn (1809–1894), dem Erfinder der modernen Harpunenkanone.